# Macumba (discothèques)
Pour les articles homonymes, voir Macumba (homonymie).
Le Macumba est une ancienne chaîne de discothèques fondée par Henri Souque et Jean Calvo, qui atteint son apogée avec 23 établissements répartis en France, ainsi que dans plusieurs pays d'Europe et d'Amérique.

## Histoire
En 1966, Henri Souque et Jean Calvo créent un vaste complexe de loisirs à Montpellier, comprenant un restaurant, des courts de tennis, une piscine, un camping et un dancing. Ils le baptisent Macumba, d'après un bar de plage rustique à Oran qu'ils avaient fréquenté lorsqu'ils étaient soldats pendant la guerre d'Algérie. Constatant que seul le dancing rencontre un réel succès, ils décident de vendre leur complexe et, le 26 avril 1973, ouvrent à Mérignac un nouveau Macumba, qui ne fait que discothèque mais qui se veut « la plus grande d’Europe ».
Parallèlement, l'entrepreneur Roger Crochet, désireux de ramener « l'art de vivre à l'américaine » en France, ouvre dans les années 1960 le premier fast-food français ainsi que plusieurs laveries automatiques. Séduit par le succès du Macumba, il s'associe avec Henri Souque, Jean Calvo, Gérard Glemain et Serge Gaucher pour créer une chaîne de discothèques sous ce nom.
En 1975, un deuxième Macumba ouvre près de Lille, suivi d'un troisième à Fribourg (Suisse) et d'un quatrième près de Nantes.
Le 25 octobre 1977, sous l'impulsion de Roger Crochet, un Macumba ouvre près de Saint-Julien-en-Genevois. Avec ses 6 000 m2, il devient la plus grande et la plus célèbre discothèque de France. S'ensuivent l'ouverture de celles de Madrid (Espagne) en 1978, puis de La Havane (Cuba), portant le total à 23 établissements.
Au début des années 2000, la chaîne Macumba rencontre des difficultés, notamment en raison de complications lors des changements de gérance des établissements, de l'interdiction de fumer sur la piste de danse et des questions liées à l'alcool au volant. Les fermetures se multiplient, dont celle de Neydens en 2015.
Le 23 février 2025, le dernier Macumba encore en activité, situé à Englos (Nord), ferme définitivement ses portes,.

## Caractéristiques
Les discothèques Macumba se situent généralement dans des zones commerciales en périphérie des grandes villes, afin d'attirer les clients des supermarchés voisins.
Les bâtiments partagent des caractéristiques architecturales similaires, imaginées par l'architecte Michel Pétuaud-Létang. Leur forme est généralement ronde et en béton. L'intérieur suit également cette esthétique de rondeur, avec un mobilier conçu dans le même esprit.
La partie sonorisation et lumière est assurée pour tous les Macumba de la chaîne par Jean-Louis Cavanna depuis le tout premier à Montpellier ; l’histoire de famille continue et c’est Arnaud Cavanna qui a repris la relève et continue de s’occuper des Macumba.

## Liste desMacumba

### France
| Lieu                                                   | Années d'exploitation              | Informations | Localisation                | Sources |
| ------------------------------------------------------ | ---------------------------------- | --- | --------------------------- | ------- |
| Montpellier                                            | 1966 - 1970                        | Complexe de loisirs comprenant restaurant, courts de tennis, piscine, camping et dancing | 43° 34′ 50″ N, 3° 56′ 37″ E |         |
| Mérignac, près de Bordeaux                             | 26 avril 1973 - 31 décembre 2013   | établissement comprenant uniquement une discothèque de 1 500 m2. Le bâtiment a été rasé en 2018. | 44° 49′ 23″ N, 0° 41′ 17″ O | ,       |
| Englos, près de Lille                                  | 25 novembre 1975 - 23 février 2025 | discothèque de 800 m2. | 50° 38′ 04″ N, 2° 57′ 58″ E | ,       |
| Vigneux-de-Bretagne, près de Nantes                    | 1976 - 1988                        | exploité sous d'autres noms par la suite. Laissé à l'abandon entre 2015 et 2022, aujourd'hui transformé en cabaret et espace événementiel sous le noms Les Cercles. | 47° 17′ 36″ N, 1° 44′ 33″ O | ,       |
| Neydens, près de Saint-Julien-en-Genevois et de Genève | 25 octobre 1977 - 30 mars 2015     | La plus grande discothèque de France, comprenant 17 salles et une capacité de plus de 8 000 personnes. Partiellement détruite par un incendie le 25 février 2005, elle est reconstruite. Laissée à l'abandon depuis 2015, elle est dans l'attente d'une transformation en centre commercial Migros. | 46° 07′ 30″ N, 6° 05′ 38″ E | [ 18 ]  |
| Verneuil-sur-Vienne, près de Limoges                   | 5 juin 1997 - 2017                 | Exploité sous d'autres noms par la suite, laissé à l'abandon à ce jour[Quand ?]. | 45° 50′ 52″ N, 1° 10′ 17″ E | ,       |
| Bartenheim, près de Mulhouse                           | 2004 - 2010                        | 7 salles. | 47° 38′ 16″ N, 7° 29′ 36″ E | [ 21 ]  |
| Lourdes                                                | 5 octobre 2007 - 2011              | Exploité sous d'autres noms par la suite, laissé à l'abandon depuis 2011. | 43° 07′ 32″ N, 0° 01′ 36″ O | [ 22 ]  |

### Hors France
| Lieu             | Années d'exploitation    | Informations                                                                             | Localisation                | Sources |
| ---------------- | ------------------------ | ---------------------------------------------------------------------------------------- | --------------------------- | ------- |
| Fribourg, Suisse | 1975 - 2019              |                                                                                          | 46° 48′ 40″ N, 7° 10′ 40″ E | ,       |
| Madrid, Espagne  | 1978 - 1er novembre 2012 | Laissé à l'abandon depuis 2012, dans l'attente d'une transformation en centre de loisir. | 40° 28′ 19″ N, 3° 40′ 57″ O | ,       |
| La Havane, Cuba  | 1996 - ?                 |                                                                                          | ?                           |         |

## Au cinéma
- En 1976, le Macumba d'Englos sert de lieu de tournage pour le film Le Corps de mon ennemi, réalisé par Henri Verneuil, avec Jean-Paul Belmondo.
- En 2024, il est à nouveau choisi comme décor pour le film L'Amour ouf, réalisé par Gilles Lellouche[8].

## Dans la chanson
- En 1985, Jean-Pierre Mader sort la chanson Macumba, en référence aux discothèques que le chanteur fréquentait régulièrement[1].
- Des célébrités telles que Joe Dassin, Carlos, Pascal Sevran, Demis Roussos, Gloria Gaynor, Thierry Le Luron ou encore Charles Aznavour ont fréquenté le Macumba de Neydens[27].

Johnny Hallyday, Claude Nougaro, Patrick Sébastien et Eddy Mitchell y ont chanté.